# 788

## Събития
- Карл Велики завладява Бавария и Каринтия (Словения) и територия на изток от р. Елба
- Мароко става независимо берберско кралство

## Родени
- Шанкара, индийски мислител, религиозен водач и поет

## Починали
- Адалгис, ломбардски принц